# Saint-Laurent-des-Mortiers
Pour les articles homonymes, voir Saint-Laurent.
Saint-Laurent-des-Mortiers est une commune déléguée française, située dans le département de la Mayenne en région Pays de la Loire, peuplée de 181 habitants.
Depuis le 1er janvier 2019, Saint-Laurent-des-Mortiers est intégré dans la commune nouvelle de Bierné-les-Villages née de la fusion avec Argenton-Notre-Dame, Bierné et Saint-Michel-de-Feins.
La commune fait partie de la province historique de l'Anjou (Haut-Anjou).

## Géographie
La commune est située dans le Sud-Mayenne.

## Toponymie
Le cartulaire du Geneteil de 1120 évoque déjà le nom de Capellanus Sancti Laurentii de Morteriis ; le nom changera peu ensuite. Sous la Révolution, « Saint-Laurent » disparaît : la commune porte uniquement le nom des Mortiers en 1794.
« Saint-Laurent » est le vocable de l'église, d'après Laurent de Rome, un des premiers martyrs chrétiens du IIIe siècle ; ce nom signe souvent une église ancienne du haut Moyen Âge. Pour « Mortiers », deux hypothèses sont évoquées : l'importance du lieu, cour royale attestée en 1283, avec présence d'un président à mortier jamais attestée ; l'autre signification est la boue en raison des marais et étangs autour de la forteresse sur le ruisseau de Savesnière.

## Histoire
La commune faisait partie de la sénéchaussée angevine de Château-Gontier dépendante de la sénéchaussée principale d'Angers depuis le Moyen Âge jusqu'à la Révolution française. 
Dès 1307, elle est identifiée sous le nom de Saint Laurentz des Mortiers dans le chartrier de la Roé. En 1283 elle est dotée d'une cour royale, deuxième cour de l’Anjou avec Angers à laquelle sont rattachés des notaires de Château-Gontier, Bazouges, Saint-Denis-d'Anjou, Craon, Pommerieux, Saint-Gault, Quelaines, Villiers, Maisoncelles, Bouère, Préaux, La Bazouge-de-Chemeré, Parné. 
Cette partie de l'Anjou n'est pas épargnée par la guerre de Cent Ans avec prise, reprise et destruction de sa forteresse. 
Les combats de la chouannerie sont la cause de l'incendie de la nef de l'église. 
En 1790, lors de la création des départements français, une partie du Haut-Anjou est intégrée au département de la Mayenne sous l'appellation d'usage de Mayenne angevine.
Le préfet de la Mayenne approuve le 14 novembre 2018 la fusion des communes d'Argenton-Notre-Dame, Saint-Michel-de-Feins, Saint-Laurent-des-Mortiers et Bierné pour créer la commune de Bierné-les-Villages le 1er janvier 2019.

## Politique et administration

### Administration municipale

#### Administration actuelle
Depuis le 1er janvier 2019, Saint-Laurent-des-Mortiers constitue une commune déléguée au sein de la commune nouvelle de Bierné-les-Villages et dispose d'un maire délégué. 
| Période                                  | Période  | Identité      | Étiquette | Qualité                   |
| ---------------------------------------- | -------- | ------------- | --------- | ------------------------- |
| janvier 2019                             | mai 2020 | Henri Boivin  | SE        | Agriculteur               |
| mai 2020                                 | En cours | Agnès Taunais | SE        | Gestionnaire d'assurances |
| Les données manquantes sont à compléter. |          |               |           |                           |

#### Administration ancienne
| Période                                  | Période       | Identité                   | Étiquette                         | Qualité                           |
| ---------------------------------------- | ------------- | -------------------------- | --------------------------------- | --------------------------------- |
| Décembre 1792                            |               | Louis Faribault            |                                   |                                   |
| An III                                   |               | René Poitevin              |                                   |                                   |
| 1798                                     |               | René Simon                 |                                   |                                   |
| 1800                                     | 1806          | Marie Joseph de Bonchamps  | Bonapartiste                      | Propriétaire du Château du Bignon |
| 1806                                     | 1824          | Louis Florent de Bonchamps | Bonapartiste, puis Ultraroyaliste | Propriétaire du Château du Bignon |
| 1827                                     | 1830          | Châtelain                  |                                   |                                   |
| 1832                                     | 1837          | René Couet                 |                                   |                                   |
| 1837                                     | 1840          | René Abafour               |                                   |                                   |
| 1840                                     | 1846          | Eugène Leroy               |                                   |                                   |
| 1850                                     | 1853          | Louis Florent de Bonchamps | Légitimiste                       |                                   |
| 1853                                     | 1859          | René Châtelain             |                                   |                                   |
| 1859                                     | 1868          | Joseph Hayer               |                                   |                                   |
| 1868                                     | 1870          | Joseph David               |                                   |                                   |
| 1870                                     | 1888          | Louis Jouin                |                                   |                                   |
| 1888                                     |               | Arsène Bruneau             |                                   |                                   |
| 1908                                     |               | Noury                      |                                   |                                   |
| Avril 1945                               | Mars 1965     | Auguste Boivin             |                                   | Agriculteur                       |
| Mars 1965                                | Juin 1995     | Henri Boivin               | SE                                | Agriculteur,(fils du précédent)   |
| Juin 1995                                | décembre 2018 | Henri Boivin               | SE                                | Agriculteur (fils du précédent)   |
| Les données manquantes sont à compléter. |               |                            |                                   |                                   |

## Démographie
En 2021, la commune comptait 181 habitants. Depuis 2004, les enquêtes de recensement dans les communes de moins de 10 000 habitants ont lieu tous les cinq ans (en 2007, 2012, 2017, etc. pour Saint-Laurent-des-Mortiers) et les chiffres de population municipale légale des autres années sont des estimations.
| 1793 | 1800 | 1806 | 1821 | 1831 | 1836 | 1841 | 1846 | 1851 |
| ---- | ---- | ---- | ---- | ---- | ---- | ---- | ---- | ---- |
| 531  | 420  | 582  | 628  | 589  | 614  | 576  | 588  | 559  |

| 1856 | 1861 | 1866 | 1872 | 1876 | 1881 | 1886 | 1891 | 1896 |
| ---- | ---- | ---- | ---- | ---- | ---- | ---- | ---- | ---- |
| 517  | 485  | 511  | 481  | 533  | 506  | 503  | 481  | 466  |

| 1901 | 1906 | 1911 | 1921 | 1926 | 1931 | 1936 | 1946 | 1954 |
| ---- | ---- | ---- | ---- | ---- | ---- | ---- | ---- | ---- |
| 450  | 450  | 450  | 374  | 383  | 359  | 310  | 320  | 315  |

| 1962 | 1968 | 1975 | 1982 | 1990 | 1999 | 2007 | 2011 | 2016 |
| ---- | ---- | ---- | ---- | ---- | ---- | ---- | ---- | ---- |
| 265  | 243  | 199  | 183  | 204  | 188  | 197  | 196  | 184  |

| 2019 | - | - | - | - | - | - | - | - |
| ---- | - | - | - | - | - | - | - | - |
| 180  | - | - | - | - | - | - | - | - |

## Lieux et monuments
- Logis seigneurial de la Juquaise en lieu et place de l'ancien château de Brûlon[13].
- Église Saint-Laurent d'origine romane, le mur méridional présente des chaînages en arêtes de poisson et plusieurs ouvertures romanes. une pierre de proclamation est installée sur un chapiteau gallo-romain, la nef brûle quand des chouans cherchent à enfumer des bleus réfugiés dans le clocher[4].

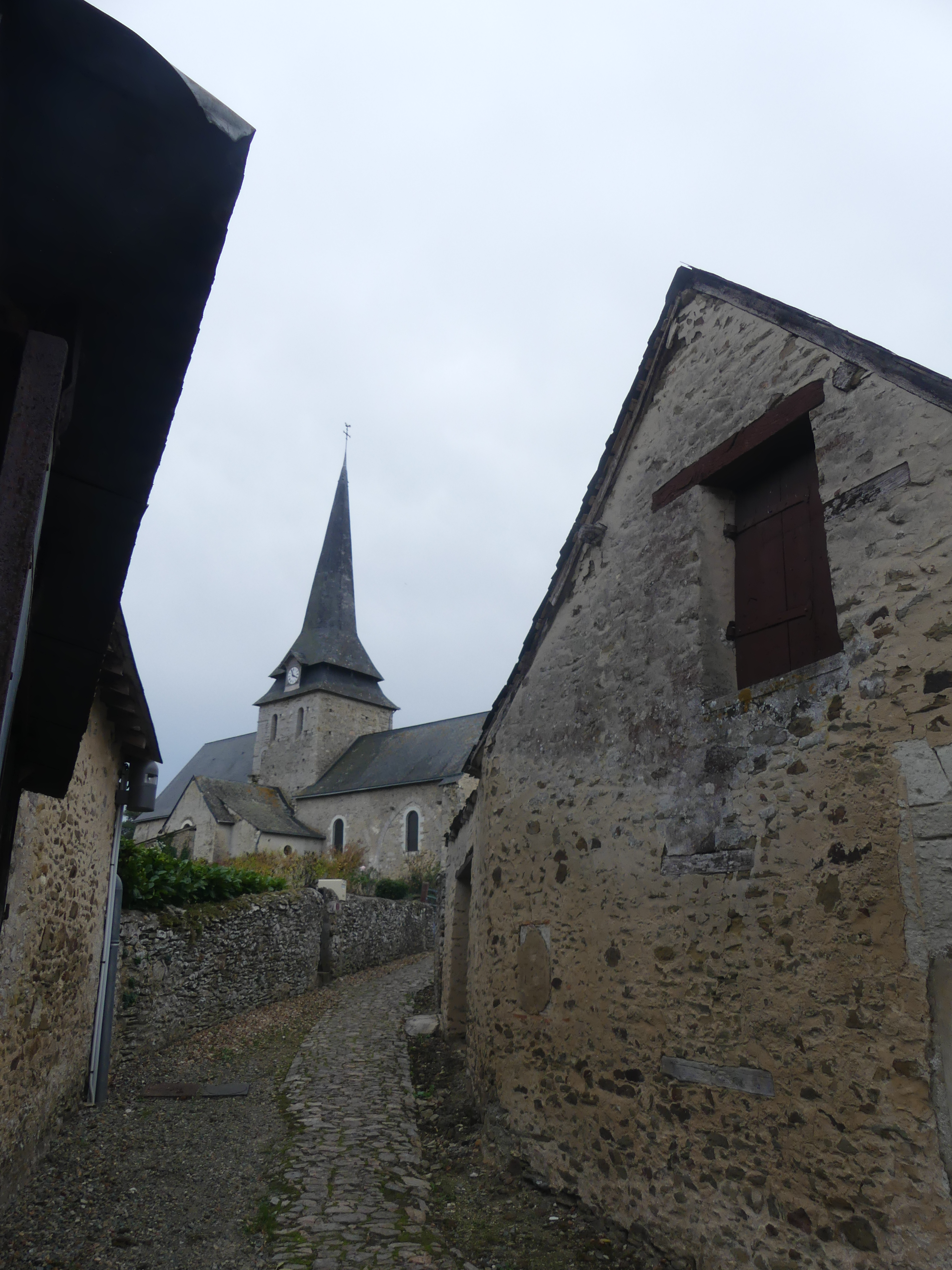
Église Saint-Laurent des Mortiers au bout du chemin pavé.
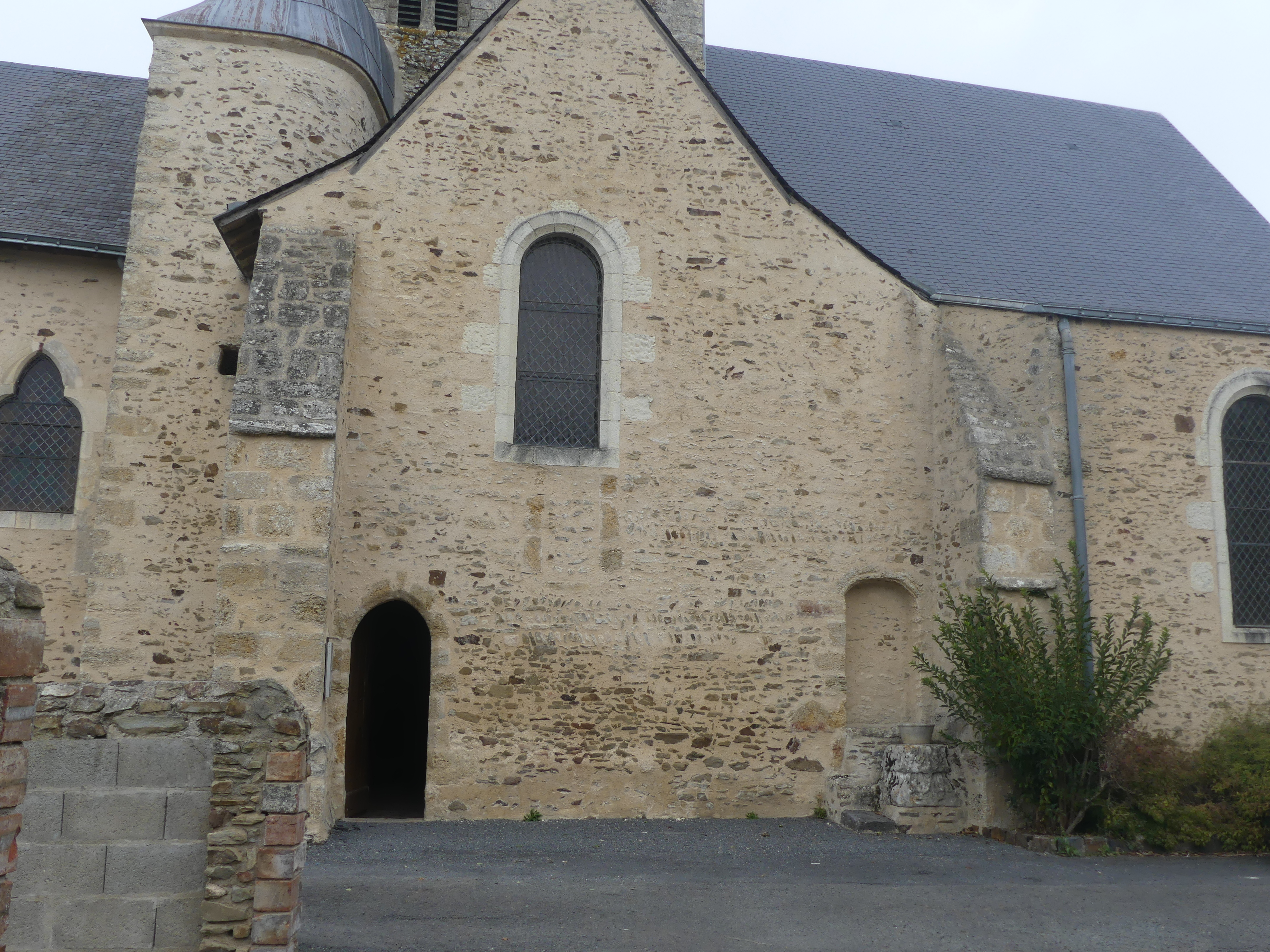
Transept méridional et ses deux ouvertures romanes.
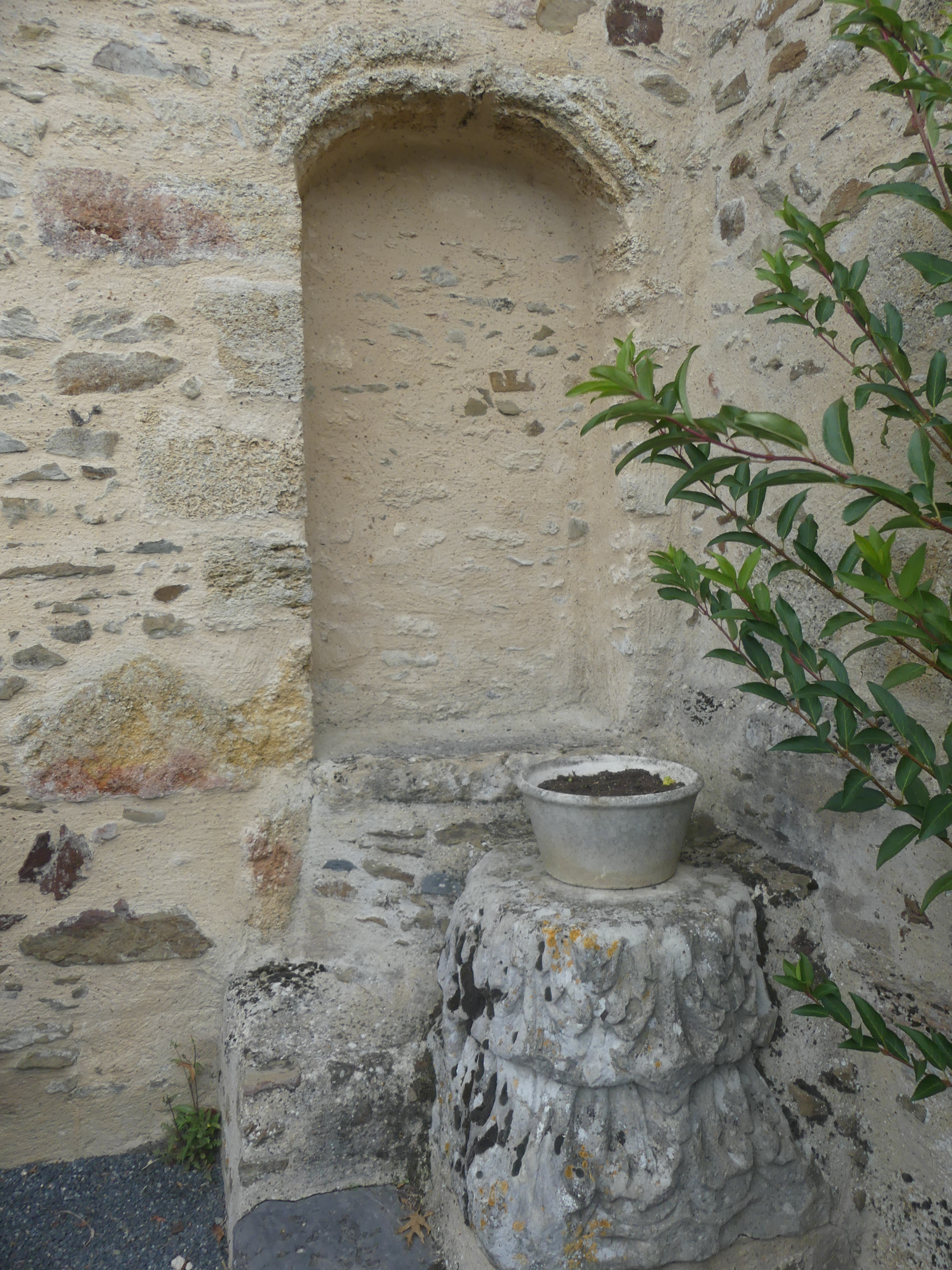
Arc roman surbaissé sur une ouverture murée, pierre de proclamation sur un chapiteau gallo-romain.
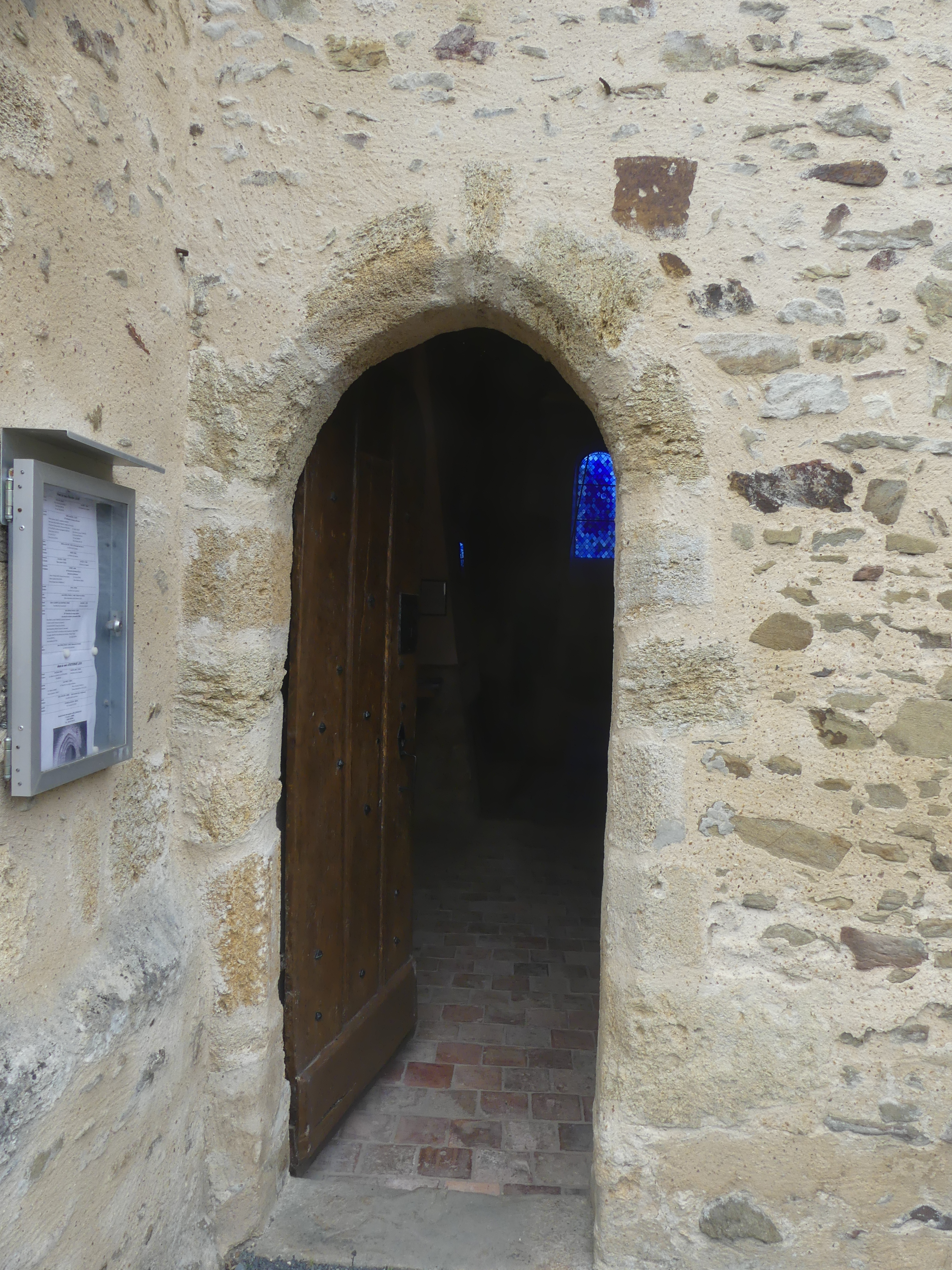
Arc brisé roman de la porte méridionale.
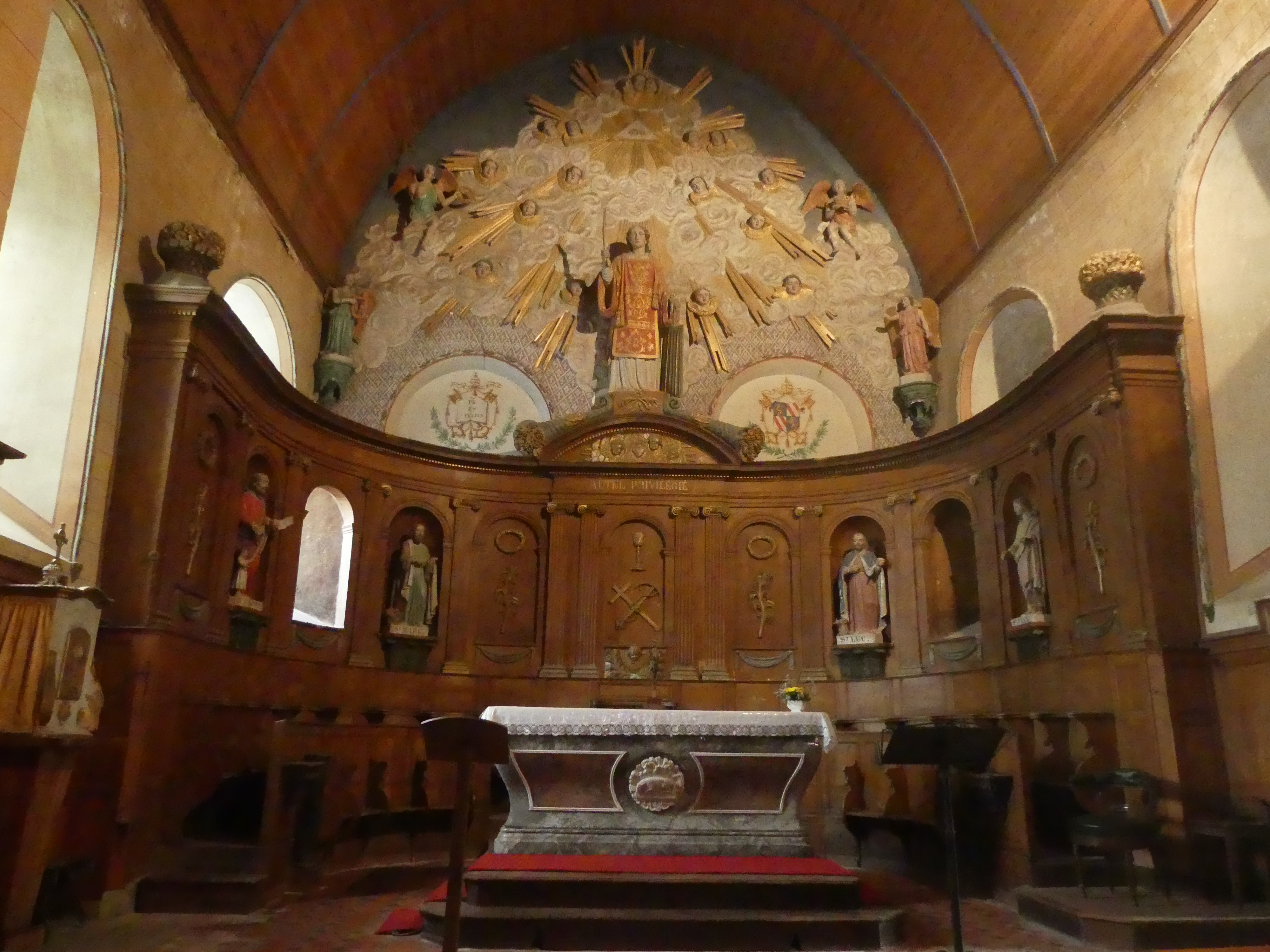
Décor du chœur XIXe.
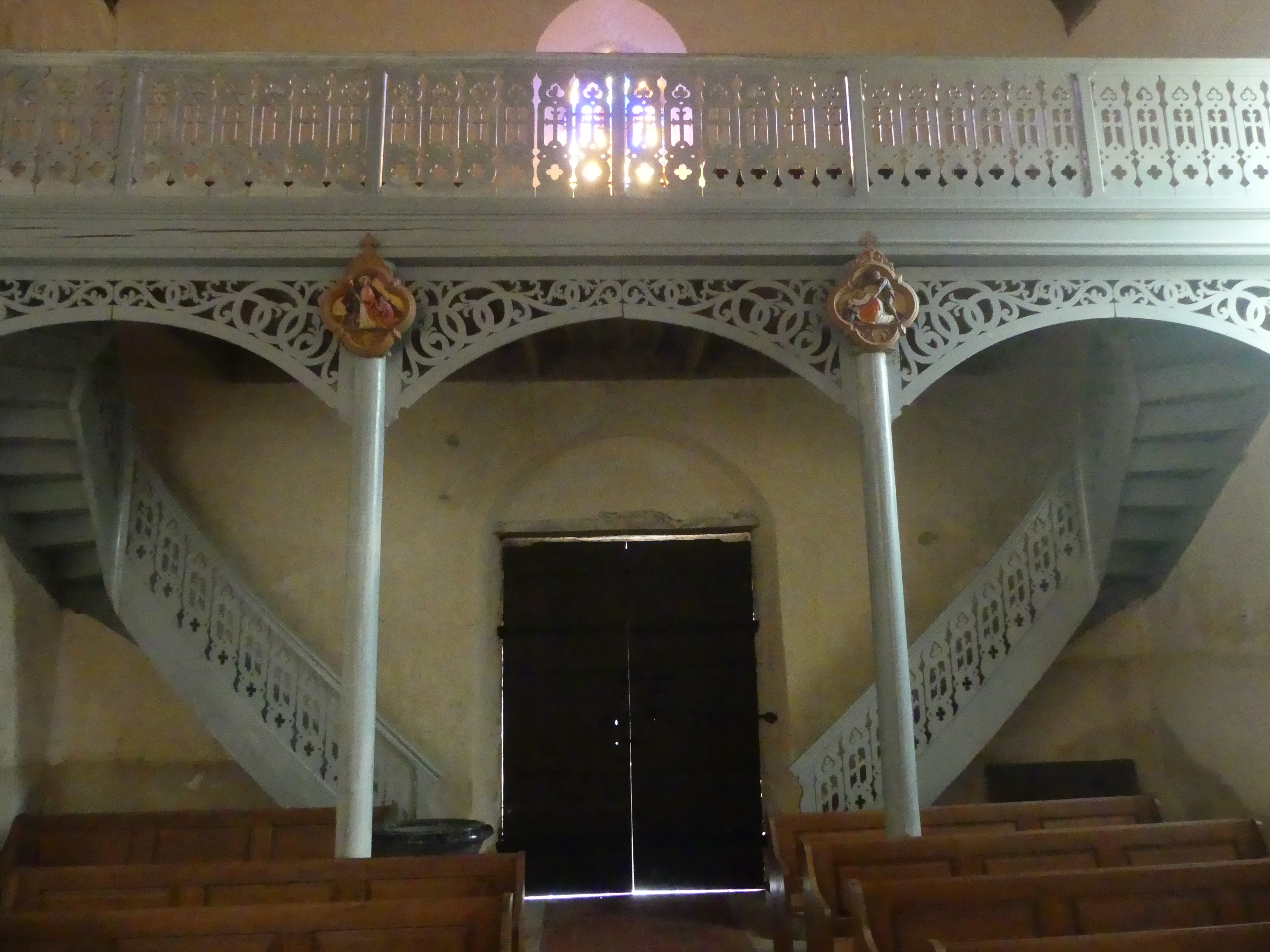
Galerie XIXe de la reconstruction de la nef.
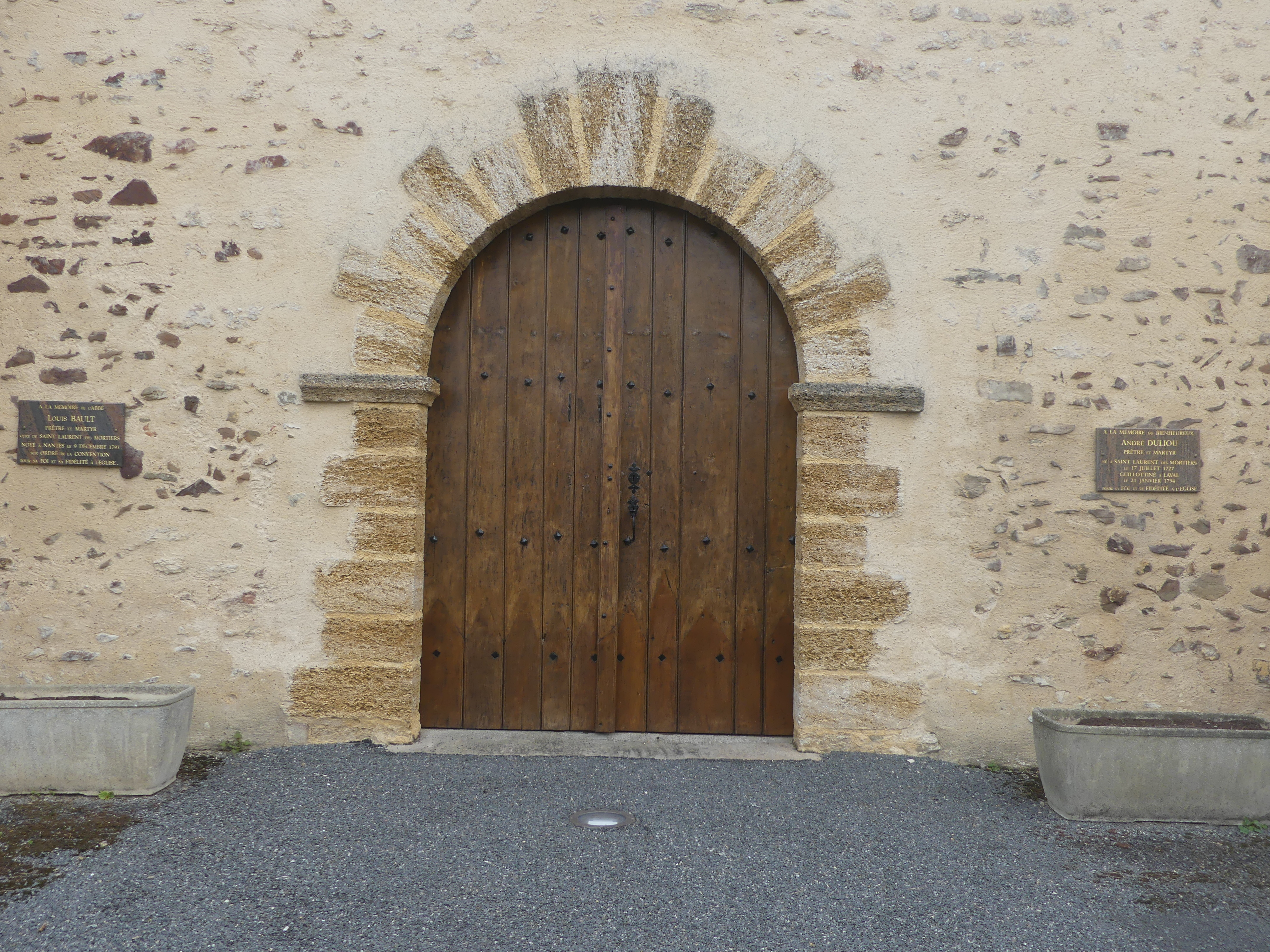
Plaques des deux prêtres martyrs.

- Forteresse du Heyaume, en contrebas du village entourée de fossés et d'étangs sur le ruisseau de Savesnière, elle a complètement disparu depuis 1830. Le clocher de l'église aurait servi de tour de guet et l'église de chapelle castrale ; elle est prise par les Anglais en 1427 pendant que Jacques de Scépeaux est à la messe puis reprise par le sire de Retz ; D'Arondel dévaste la fortification en 1433 et 1437 ; à la fin du XVIIIe siècle les habitants ont le droit de prendre les pierres des ruines pour construire leurs maisons[3],[4].
- Château du Bignon.

## Personnalités liées à la commune
- Marie Joseph de Bonchamps, (1749-1806), homme politique ;
- Louis Florent de Bonchamps, (1782-1853), homme politique, fils du précédent ;
- Edmond Henri de Bonchamps, (1811-1850), militaire, fils du précédent ;

Deux prêtres martyrs de la Révolution sont honorés par des plaques apposées à la façade de l'église :
- Louis Bault, noyé à Nantes le 9 décembre 1793, prêtre réfractaire, curé de Saint-Laurent[14] ;
- André Duliou, guillotiné à Laval le 21 janvier 1794, prêtre réfractaire natif de Saint-Laurent, curé de Saint-Fort, béatifié le 19 juin 1955 avec les treize autres martyrs.